# Robocoaster

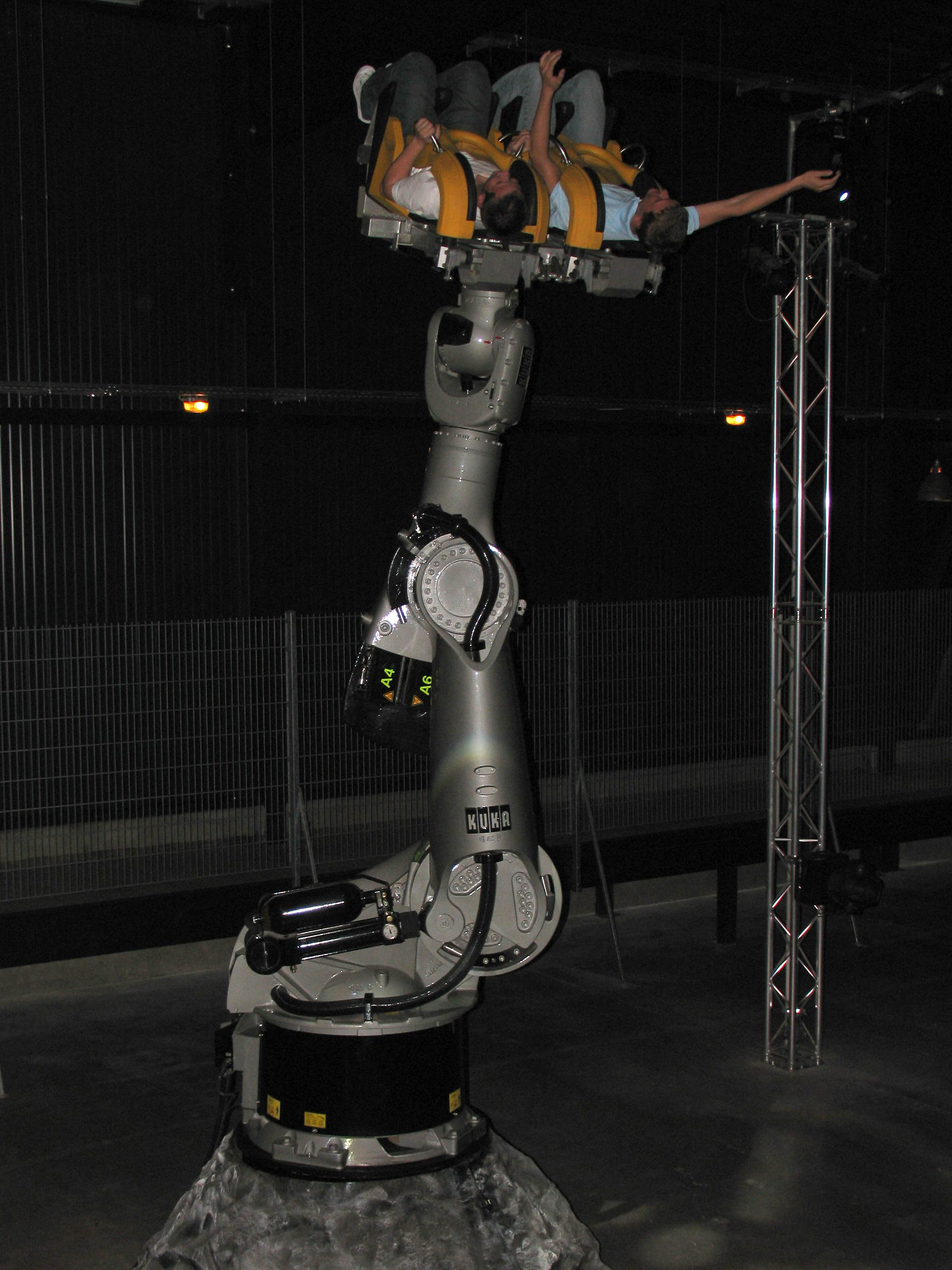
Robocoaster Hero factory à Legoland Deutschland.

Un robocoaster est un type d'attraction, où un ou plusieurs sièges sont montés sur un bras manipulateur du constructeur Kuka, développé en 2001. Le bras  manipulateur permet des mouvements divers, avec ou sans inversions. 

## Attractions de ce type
| Nom                                    | Parc                             | Pays                | Ouverture    |
| -------------------------------------- | -------------------------------- | ------------------- | ------------ |
| Danse avec les Robots                  | Futuroscope                      | France              | 5 avril 2006 |
| Harry Potter and the Forbidden Journey | Universal's Islands of Adventure | États-Unis          | 18 mai 2010  |
| Bionicle Power Builder                 | Legoland Deutschland             | Allemagne           | 2004         |
| Knights' Tournament                    | Legoland California              | États-Unis          | 2005         |
| Power Builder                          | Legoland Billund                 | Danemark            | 2003         |
| Robocoaster                            | Ski Dubaï                        | Émirats arabes unis | 2005         |